# Styrax martii
Styrax martii là một loài thực vật có hoa trong họ Bồ đề. Loài này được Seub. miêu tả khoa học đầu tiên năm 1868.